# Bisgoeppertia robustior
Bisgoeppertia robustior är en gentianaväxtart som beskrevs av Werner Rodolfo Greuter och R.Rankin. Bisgoeppertia robustior ingår i släktet Bisgoeppertia och familjen gentianaväxter. Inga underarter finns listade i Catalogue of Life.